# Яков II Александрийски
Яков (на гръцки: Ιάκωβος) е гръцки духовник, патриарх на Александрийската патриаршия (1861 – 1865).

## Биография
Роден е с фамилията Пангостас в 1803 година на остров Патмос, затова носи прякора Патмиос (Πάτμιος). Замонашва се в манастира „Свети Йоан Богослов“ на Патмос. В 1923 година е ръкоположен за дякон. В 1832 година заминава за Цариград. Става секретар на митрополит Мелетий Солунски.
На 20 ноември 1832 година е избран за касандрийски митрополит в Полигирос. Изборът му е проведен в Солун след патриаршеско разрешение от митрополитите Мелетий Солунски, Йоаким Воденски и Йосиф Нишки и епископите на Григорий Камбанийски и Антим Поленински. В 1836 година построява митрополитската църква „Свети Николай“ в Полигирос на мястото, където турците изгарят останките на Свети Хараламбос в 1821 г.
От 1835 до 1836 година епископ Яков Касандрийски управлява вдовстващата Сярска епархия. В 1846 година е преместен за митрополит в Сяр, където остава до 1860 година.
От 11 октомври 1860 до 24 май 1861 година е митрополит на Кизическата епархия.
В 1861 година е избран за александрийски патриарх. Патриархатът му е неблагополучен. Яков ІІ се опитва да се намесва в работите на гръцката община в Александрия, което предизвиква недоволство. В 1862 година отменя решението на педшественика си, с което окончателно разрешава Синайския въпрос“ – отменени са всички ограничения, наложени на Синайското подворие и там започват да се извършват богослужения със споменаването на александрийския патриарх.
През лятото на 1865 година заминава за Цариград и през зимата на връщане се отбива на родния си Патмос, където внезапно умира от инсулт на 30 декември.